# アヌシー国際アニメーション映画祭
アヌシー国際アニメーション映画祭 （アヌシーこくさいアニメーションえいがさい、仏: Festival International du Film d'Animation d'Annecy）は、毎年6月にフランスのアヌシーで開催されるアニメーションを専門に扱う国際映画祭である。

## 概要
1960年、カンヌ国際映画祭からアニメーション部門を独立させる形で創設され、アニメーション映画祭としては世界で最も長い歴史を持つ国際映画祭である。また、同時に世界最大規模のアニメーション映画祭でもある。国際アニメーション映画協会、映画芸術科学アカデミー公認。
当初は隔年開催であったが、1997年以降は毎年実施されている。コンペティション作品は市内の映画館のほか、夜間に野外でも上映される。また、それ以外にも古今の作品が巨大なスクリーンで上映されている。映画祭の花形は短編映画（短編作品部門）であり、最終日となる土曜日の夕方に各部門の受賞作品が発表される。
映画祭全体の特色としては、短編作品や長編映画、テレビシリーズなど多彩な作品が上映されるだけでなく、国際見本市や企画マーケット、カンファレンス、ワークショップなど、アニメーションに関するあらゆるイベントが開催期間中実施される。

### 国際見本市・MIFA
本映画祭には、世界最大規模のアニメーション国際見本市であるMIFA（Marché international du film d'animation）が併設される。2016年度には、世界68カ国から約1200社の企業が参加・出展した。
MIFAは、各国企業・団体の展示ブースのほか、企画のプレゼンテーションやシンポジウム、コミュニケーションやトークスペース、記者会見、リクルートなど、様々な機能から構成。また、ミーティングでは人材交流・情報交換の場として、基調講演を中心に、制作過程にある話題作を紹介する「ワーク・イン・プログレス(Work in Progress)」、実際の制作過程を披露する「メイキング・オブ(Making of)」などが行われる。

## 部門構成と賞
セル画やCGで作成された通常のアニメはもちろん、クレイアニメ、人形アニメ、切り紙アニメなども含む様々な技法で制作された作品が、部門ごとに審査される。最高賞はグランプリに相当するクリスタル賞。2017年度の応募作品数は、世界95か国より計2850作品。
長編部門 (Longs métrages)
- クリスタル賞（グランプリ）
- 審査員賞
- 観客賞

- 審査員特別賞（2022年度で廃止）

- ポール・グリモー賞（特別賞）（2023年度創設）

短編部門 (Courts métrages)
- アヌシー・クリスタル賞（グランプリ）
- 審査員賞
- 観客賞

- 審査員特別賞
- Off-Limits賞（実験作品賞）

学生部門 (Films de fin d'études)
- クリスタル賞（グランプリ）
- 審査員賞

- 審査員特別賞

テレビ部門 (Films de télévision)
- クリスタル賞（グランプリ）
- 審査員賞

広告部門 (Films de commande)
- クリスタル賞（グランプリ）
- 審査員賞

以上のほか特別賞として、「アヌシー市民賞」「アンドレ・マルタン賞」「CANAL+ Creative Aid賞」「国際映画批評家連盟賞」「子ども審査員賞」などが主に短編作品を対象に授与される。

## 短編部門グランプリ
| 開催年 | 題名                                                                              | 監督                                               | 製作国                  |
| ------ | --------------------------------------------------------------------------------- | -------------------------------------------------- | ----------------------- |
| 1960年 | ライオンと歌 Lev a písnička                                                       | ブジェチスラフ・ポヤル                             | チェコスロバキア        |
| 1962年 | 飛ぶ男 The Flying Man                                                             | ジョージ・ダンニング                               | イギリス                |
| 1963年 | 失敗作のニワトリ Špatně namalovaná slepice                                        | イジー・ブルデチュカ                               | チェコスロバキア        |
| 1965年 | お嬢さんとチェロ弾き La Demoiselle et le Violoncelliste                           | ジャン＝フランソワ・ラギオニ                       | フランス                |
| 1967年 | Arès contre Atlas                                                                 | マノロ・オテロ                                     | フランス                |
| 1967年 | Klatki                                                                            | ミロスワフ・キヨヴィッチ                           | ポーランド              |
| 1967年 | Krotitelj Divlijih Konja                                                          | ネデリコ・ドラギッチ                               | ユーゴスラビア          |
| 1967年 | 呼吸 The Breath                                                                   | ジミー・ムラカミ                                   | イギリス                |
| 1969年 | 開催されず                                                                        | -                                                  | -                       |
| 1971年 | アペル Apel                                                                       | リシャルト・チェカワ                               | ポーランド              |
| 1971年 | Nevesta                                                                           | Borislav Sajtinac                                  | ユーゴスラビア          |
| 1971年 | The Further Adventures of Uncle Sam                                               | Dale Case Robert Michell                           | アメリカ合衆国          |
| 1973年 | フランク・フィルム Frank Film                                                     | フランク・モーリス                                 | アメリカ合衆国          |
| 1975年 | Le Pas                                                                            | ピョートル・カムラー                               | フランス                |
| 1977年 | ダビデ David                                                                      | ポール・ドリエセン                                 | オランダ                |
| 1977年 | 砂の城 The Sand Castle                                                            | コ・ホードマン                                     | カナダ                  |
| 1979年 | 死後の世界 Afterlife                                                              | イシュ・パテル                                     | カナダ                  |
| 1979年 | ミスターパスカル Mr. Pascal                                                       | アリソン・デ・ベア                                 | イギリス                |
| 1981年 | タンゴ Tango                                                                      | ズビグニュー・リプチンスキー                       | ポーランド              |
| 1983年 | 対話の可能性 Možnosti dialogu                                                     | ヤン・シュヴァンクマイエル                         | チェコスロバキア        |
| 1985年 | ギリシア悲劇 Een griekse tragedie                                                 | ニコル・ヴァン・ゲーテム                           | ベルギー                |
| 1987年 | 木を植えた男 L'homme qui plantait des arbres                                      | フレデリック・バック                               | カナダ                  |
| 1987年 | Smachkan svyat                                                                    | Boiko Kanev                                        | ブルガリア              |
| 1989年 | 丘の農家 The Hill Farm                                                            | マーク・ベイカー                                   | イギリス                |
| 1991年 | 狼と赤ずきん Seryi Volk & Krasnaya Shapochka                                      | ガリ・バルディン                                   | ソビエト連邦            |
| 1993年 | 大いなる河の流れ Le fleuve aux grandes eaux                                       | フレデリック・バック                               | カナダ                  |
| 1995年 | スイッチ技術 Switchcraft                                                          | コンスタンティン・ブロンジット                     | ロシア                  |
| 1997年 | 老婦人とハト La vieille dame et les pigeons                                       | シルヴァン・ショメ                                 | フランス                |
| 1998年 | 夜の蝶 Nachtvlinders                                                              | ラウル・セルヴェ                                   | ベルギー                |
| 1999年 | ある一日のはじまり When the Day Breaks                                            | ウェンディー・ティルビー アマンダ・フォービス      | カナダ                  |
| 2000年 | 老人と海 Starik i more                                                            | アレクサンドル・ペトロフ                           | ロシア                  |
| 2001年 | 岸辺のふたり Father and Daughter                                                  | マイケル・デュドク・ドゥ・ヴィット                 | オランダ                |
| 2002年 | Barcode                                                                           | Adriaan Lokman                                     | オランダ                |
| 2003年 | 頭山                                                                              | 山村浩二                                           | 日本                    |
| 2004年 | ロレンゾ Lorenzo                                                                  | マイク・ガブリエル                                 | アメリカ合衆国          |
| 2005年 | ジャスパー・モレロの冒険 The Mysterious Geographic Explorations of Jasper Morello | アンソニー・ルーカス                               | オーストラリア          |
| 2006年 | ハッピーエンドの不幸なお話 Histoire tragique avec fin heureuse                    | レジーナ・ペソア                                   | ポルトガル              |
| 2007年 | ピーターと狼 Peter & the Wolf                                                     | スージー・テンプルトン                             | イギリス                |
| 2008年 | つみきのいえ                                                                      | 加藤久仁生                                         | 日本                    |
| 2009年 | 奴隷 Slavar                                                                       | ダーヴィッド・ アローノヴィチ ハンナ・ハイルボーン | スウェーデン            |
| 2010年 | ロスト・シング The Lost Thing                                                     | アンドリュー・ルヘマン ショーン・タン              | オーストラリア          |
| 2011年 | ピクセル Pixels                                                                   | パトリック・ジャン                                 | フランス                |
| 2012年 | トラム Tramvaj                                                                    | ミハエラ・パヴラートヴァー                         | チェコ                  |
| 2013年 | 潜在意識のパスワード・クイズショー Subconscious Password                          | クリス・ランドレス                                 | カナダ                  |
| 2014年 | 椅子の上の男 Man on the Chair                                                     | チョン・ダヒ                                       | 韓国・ フランス         |
| 2015年 | Mi ne mozhem zhit bez kosmosa                                                     | コンスタンティン・ブロンジット                     | ロシア                  |
| 2016年 | Une tête disparaît                                                                | フランク・ディオン                                 | カナダ・ フランス       |
| 2017年 | Min Börda                                                                         | ニキ・リンドロス・フォン・バール                   | スウェーデン            |
| 2018年 | Bloeistraat 11                                                                    | ニンケ・ドゥーツ                                   | ベルギー・ オランダ     |
| 2019年 | 忘れられない Mémorable                                                            | ブリュノ・コレ                                     | フランス                |
| 2020年 | The Physics of Sorrow                                                             | セオドア・ウシェフ                                 | カナダ                  |
| 2021年 | Écorce                                                                            | Samuel PATTHEY Silvain MONNEY                      | スイス                  |
| 2022年 | Amok                                                                              | Balázs TURAI                                       | ハンガリー・ ルーマニア |
| 2023年 | 27                                                                                | Flóra Anna Buda                                    | フランス・ ハンガリー   |
| 2024年 | Percebes                                                                          | Alexandra Ramires Laura Gonçalves                  | ポルトガル・ フランス   |
| 2025年 | The Night Boots                                                                   | Pierre-Luc GRANJON                                 | フランス                |

## 長編部門グランプリ
| 開催年 | 題名                                                              | 監督                                            | 製作国                                            |
| ------ | ----------------------------------------------------------------- | ----------------------------------------------- | ------------------------------------------------- |
| 1985年 | 英雄時代 Heroic Times                                             | ヨーゼフ・ギーメッシュ                          | ハンガリー                                        |
| 1987年 | 風が吹くとき When the Wind Blows                                  | ジミー・ムラカミ                                | イギリス                                          |
| 1989年 | アリス Něco z Alenky                                              | ヤン・シュヴァンクマイエル                      | チェコスロバキア                                  |
| 1991年 | ロビンソンと仲間たち Robinson et compagnie                        | ジャック・コロンバ                              | フランス                                          |
| 1993年 | 紅の豚                                                            | 宮﨑駿                                          | 日本                                              |
| 1995年 | 平成狸合戦ぽんぽこ                                                | 高畑勲                                          | 日本                                              |
| 1997年 | ジャイアント・ピーチ James and the Giant Peach                    | ヘンリー・セリック                              | アメリカ合衆国                                    |
| 1998年 | スーパー変態ハネムーン 花婿はヘンな人 I Married a Strange Person! | ビル・プリンプトン                              | アメリカ合衆国                                    |
| 1999年 | キリクと魔女 Kirikou et la sorcière                               | ミッシェル・オスロ                              | フランス                                          |
| 2000年 | 該当作なし                                                        | -                                               | -                                                 |
| 2001年 | ミュータント・エイリアン Mutant Aliens                            | ビル・プリンプトン                              | アメリカ合衆国                                    |
| 2002年 | マリといた夏 마리 이야기                                          | リー・サング・ギャング                          | 韓国                                              |
| 2003年 | マクダルのお話 麥兜故事                                           | ブライアン・トス                                | 香港                                              |
| 2004年 | オセアム 오세암                                                   | ソン・ベクヨプ                                  | 韓国                                              |
| 2005年 | Nyócker                                                           | Áron Gauder                                     | ハンガリー                                        |
| 2006年 | ルネッサンス Renaissance                                          | クリスチャン・ヴォルクマン                      | フランス                                          |
| 2007年 | 自由のジミー Slipp Jimmy fri                                      | クリストファー・ニールセン                      | ノルウェー                                        |
| 2008年 | シーター、ブルースを歌う Sita Sings the Blues                     | ニナ・パリー                                    | アメリカ合衆国                                    |
| 2009年 | コララインとボタンの魔女 Coraline                                 | ヘンリー・セリック                              | アメリカ合衆国                                    |
| 2010年 | ファンタスティック Mr.FOX Fantastic Mr. Fox                       | ウェス・アンダーソン                            | アメリカ合衆国                                    |
| 2011年 | 長老（ラビ）の猫 Le Chat du rabbin                                | ジョアン・スファール アントワーヌ・ドレスヴォー | フランス                                          |
| 2012年 | クルリク Crulic – drumul spre dincolo                             | アンカ・ ダミアン                               | ルーマニア                                        |
| 2013年 | リオ2096 Uma História de Amor e Fúria                             | ルイス・ボロネーズィ                            | ブラジル                                          |
| 2014年 | 父を探して O Menino e o Mundo                                     | アレ・アブレウ                                  | ブラジル                                          |
| 2015年 | アヴリルと奇妙な世界 Avril et le Monde Truqué                     | クリスチャン・デマレス フランク・エカンシ       | フランス                                          |
| 2016年 | ぼくの名前はズッキーニ Ma vie de courgette                        | クロード・バラス                                | フランス・ スイス                                 |
| 2017年 | 夜明け告げるルーのうた                                            | 湯浅政明                                        | 日本                                              |
| 2018年 | FUNAN フナン Funan                                                | デニス・ドゥ                                    | ベルギー・ カンボジア・ フランス・ ルクセンブルク |
| 2019年 | 失くした体 I Lost My Body                                         | ジェレミー・クラパン                            | フランス                                          |
| 2020年 | カラミティ Calamity, une enfance de Martha Jane Cannary           | レミ・シャイエ                                  | フランス                                          |
| 2021年 | FLEE フリー Flugt                                                 | ヨナス・ポエール・ラスムッセン                  | デンマーク・ ノルウェー・ フランス・ スウェーデン |
| 2022年 | Le Petit Nicolas - Qu'est-ce qu'on attend pour être heureux?      | アマンディン・フレドン ベンジャミン・マソーブル | フランス・ ルクセンブルク                         |
| 2023年 | リンダはチキンがたべたい! Linda veut du poulet!                   | キアラ・マルタ セバスチャン・ルドバース         | フランス・ イタリア・ ドイツ                      |
| 2024年 | かたつむりのメモワール Memoir of a Snail                          | アダム・エリオット                              | オーストラリア                                    |
| 2025年 | Arco                                                              | ウーゴ・ビアンベヌ                              | フランス                                          |

## 日本の受賞者および作品
最高賞であるクリスタル賞受賞者は、長編部門で宮崎駿・高畑勲・湯浅政明、長編コントルシャン部門で山村浩二、短編部門で山村浩二・加藤久仁生、広告部門で新井風愉の計6名である。
| 開催年 | 題名                           | 監督       | 部門                             | 賞                                    |
| ------ | ------------------------------ | ---------- | -------------------------------- | ------------------------------------- |
| 1963年 | 人間動物園                     | 久里洋二   | 短編部門                         | 審査員特別賞                          |
| 1973年 | 鬼                             | 川本喜八郎 | 短編部門                         | エミール・レイノー賞                  |
| 1975年 | 驚き盤                         | 古川タク   | 短編部門                         | 審査員特別賞                          |
| 1977年 | 道成寺                         | 川本喜八郎 | 短編部門                         | エミール・レイノー賞                  |
| 1993年 | 紅の豚                         | 宮崎駿     | 長編部門                         | クリスタル賞（グランプリ）            |
| 1995年 | 平成狸合戦ぽんぽこ             | 高畑勲     | 長編部門                         | クリスタル賞（グランプリ）            |
| 1998年 | パパが飛んだ朝                 | 黒坂圭太   | アニメーテッド・シークエンス部門 | 最優秀賞                              |
| 2003年 | 頭山                           | 山村浩二   | 短編部門                         | アヌシー・クリスタル賞（グランプリ）  |
| 2007年 | 時をかける少女                 | 細田守     | 長編部門                         | 特別賞                                |
| 2008年 | つみきのいえ                   | 加藤久仁生 | 短編部門                         | アヌシー・クリスタル賞（グランプリ）  |
| 2010年 | 日々の音色                     | 川村真司   | ミュージックビデオ部門           | 最優秀賞                              |
| 2011年 | カラフル                       | 原恵一     | 長編部門                         | 特別賞＆観客賞                        |
| 2012年 | MODERN No.2                    | 水江未来   | 短編部門                         | SACEM賞（音楽賞）                     |
| 2014年 | -                              | 高畑勲     | -                                | 名誉クリスタル賞                      |
| 2014年 | ジョバンニの島                 | 西久保瑞穂 | 長編部門                         | 審査員特別賞                          |
| 2014年 | WONDER                         | 水江未来   | 短編部門                         | CANAL＋CREATIVE AID賞（仏テレビ局賞） |
| 2014年 | Tissue Animal                  | 新井風愉   | 広告部門                         | クリスタル賞（グランプリ）            |
| 2015年 | 百日紅 〜Miss HOKUSAI〜        | 原恵一     | 長編部門                         | 審査員賞                              |
| 2017年 | 夜明け告げるルーのうた         | 湯浅政明   | 長編部門                         | クリスタル賞（グランプリ）            |
| 2017年 | この世界の片隅に               | 片渕須直   | 長編部門                         | 審査員賞                              |
| 2017年 | 夏のゲロは冬の肴               | 冠木佐和子 | 学生部門                         | 審査員賞                              |
| 2021年 | 日本沈没2020                   | 湯浅政明   | テレビシリーズ部門               | 審査員賞                              |
| 2022年 | 幾多の北                       | 山村浩二   | 長編コントルシャン部門           | クリスタル賞（グランプリ）            |
| 2023年 | 夏へのトンネル、さよならの出口 | 田口智久   | 長編部門                         | ポール・グリモー賞（特別賞）          |
| 2024年 | 窓ぎわのトットちゃん           | 八鍬新之介 | 長編部門                         | ポール・グリモー賞（特別賞）          |
| 2025年 | ChaO                           | 青木康浩   | 長編部門                         | 審査員賞                              |